# اوله لوتکوف
اوله لوتکوف (اوکراینی: Олег Анатолійович Лутков؛ زادهٔ ۱۵ مهٔ ۱۹۶۶) بازیکن فوتبال اهل اتحاد جماهیر شوروی سوسیالیستی است.
از باشگاه‌هایی که در آن بازی کرده‌است می‌توان به باشگاه فوتبال پاختاکور تاشکند، باشگاه فوتبال تورپیدو زاپروژیا، و باشگاه فوتبال متالورگ زاپروژیا اشاره کرد.